# ComicView
ComicView é um show de comédia stand-up americano que foi ao ar na BET às terças e sextas-feiras de setembro de 1992 a dezembro de 2008. Em maio de 2014, a BET anunciou o retorno do ComicView. O programa foi o ponto de partida para comediantes como D. L. Hughley, Cedric the Entertainer, Sommore, Montana Taylor e Rodney Perry. Ao longo dos anos, o show foi gravado em diversas cidades como Atlanta, Los Angeles, Miami e Nova Orleans.

## Apresentadores
- DL Hughley (1992-1993)
- Cedric the Entertainer (1993-1994)
- Sommore (1994-1995; 2014)
- Don "DC" Curry (1995-1996; 2013)
- Montana Taylor
- Gary Owen (1998-1999)
- Lester Barrie (1999-2000)
- Rickey Smiley (2000-2001)
- Bruce Bruce (Festa do 10º Aniversário de Nova Orleans, 2000-2002)
- J. Arnez (Caliente, 2002-2003)
- J. Anthony Brown (2003-2004)
- Sheryl Underwood (2005-2006)
- Kevin Hart (2008)